# Llista de personatges secundaris en els llibres de Harry Potter
Aquí hi ha una llista de personatges secundaris de la sèrie de llibres Harry Potter, escrits per l'autora britànica J. K. Rowling.
Entre parèntesis el nom en anglès del personatge (en cas que sigui diferent del nom català).

## Frank Bryce
Es veu al principi del quart llibre, quan escolta una conversació entre en Cuapelada i en Voldemort, que el mata. També apareix en forma d'ombra (no és un fantasma, ni tan corpori com un cos) al final del quart llibre, quan anima a en Harry. Apareix després d'en Cedric Diggory.

## Vincent Crabbe
És un estudiant de Slytherin del mateix any que en Harry Potter. Un dels amics de Draco Malfoy. Els seus pares són Cavallers de la mort.
Jamie Waylett va interpretar el paper de Crabbe en la sèrie de pel·lícules.

## Cedric Diggory
En Cedric Diggory és un alumne de L'Escola Hogwarts de Màgia i Bruixeria. Pertany a la casa de Hufflepuff, i n'és un dels alumnes més populars i celebrats. Les noies de Hogwarts el troben molt atractiu.
La seva primera aparició en la sèrie és en la tercera novel·la, Harry Potter i el pres d'Azkaban, on ell i en Harry es coneixen en el camp de quidditch. Com en Harry, en Cedric és el caçador del seu equip de quidditch. En Cedric guanya el partit entre Hufflepuff i Gryffindor, després que en Harry es troba amb un grup de demèntors i es cau de la seva escombra. En Cedric protesta la seva pròpia victòria i demana que el partit sigui jugat de nou, en un de molts exemples del seu sentit de justícia.
En Cedric torna a aparèixer en la quarta novel·la de la sèrie, Harry Potter i el calze de foc, i en la seva adaptació cinemàtica. Durant el quart llibre, en el qual és un personatge central a l'argument, té 17 anys i és en el seu últim any a Hogwarts.
En Harry i en Cedric es troben una altra vegada quan viatgen al Mundial de Quidditch. En Harry, l'Hermione, i la família Weasley viatgen junts al partit, acompanyats per Cedric i el seu pare Amos. N'Amos és molt orgullós del seu fill, jactant-se dels seus èxits, particularment en el camp de quidditch. En Cedric, tanmateix, és modest i ben educat.

### Torneig dels Tres Mags
Com que és major d'edat durant el llibre, en Cedric pot posar el seu nom en el calze de foc, inscrivint-se en el Torneig dels Tres Mags. El calze l'escull com el representant de Hogwarts, un dels tres competidors del torneig. Quan el calze produeix també el nom d'en Harry, la qual cosa ningú no esperava, sorgeix tensió entre ells, tensió exacerbada per la seva competició per l'afecció d'una noia, la Xo Xang. Els estudiants de la casa de Hufflepuff, naturalment, es ressenten d'en Harry pel que veuen com a l'apropiació de la glòria de la casa de Hufflepuff, i els alumnes de Slytherin ja veuen als alumnes de Gryffindor com a enemics -- i el famós Harry Potter més que ningú. Per això la majoria dels alumnes de Hogwarts indiquen el seu suport per en Cedric. Això no obstant, quan reben informació secreta sobre les tasques que han d'afrontar, tant en Cedric com en Harry la comparteixen l'un amb l'altre.
Durant la final tasca, en el laberint, en Cedric i en Harry arriben junts a la Copa dels Tres Mags. Quan la toquen, descobreixen que és un portarreu, i tot el torneig ha estat planejat per tal que en Harry trobi la copa. La copa els trasllada al cementiri on estan enterrats la familia del Tom Rodlel (Pare) allà troben en Voldemort amb el seu servent, en Cuapelada, i la seua serp Nagini. En Cuapelada mata a en Cedric amb l'encanteri Obitus per Subitum per orde del Voldemort, i fa un ritual per a restaurar el cos d'en Voldemort. En Harry s'escapa amb el cos d'en Cedric, ja que el mateix Cedric li va demanar quan es va crear el vincle amb les varetes del Voldemort i del Harry, i el Professor Dumbledore revela als alumnes de Hogwarts com havia mort en Cedric, dient que seria un insult a la memòria d'ell no dir-els la veritat.

## Cornelius Fudge
Conseller d'afers màgics del llibre 1 al llibre 6.

## Gemma Gemec
La Gemma Gemec (Moaning Myrtle) és una fantasma que habita el lavabo de noies a la segona planta de Hogwarts. Com insinua el seu malnom, la Gemma constantment gemega, sanglota, i es queixa, particularment de la seva misèria i el maltractament que infligeixen els alumnes vius de Hogwarts. Les noies de Hogwarts, segons l'Hermione, usen molt poc el lavabo de Gemec. "[É]s horrorós pixar amb ella ploriquejant tota l'estona al costat."
L'Hermione suggereix el lavabo de Gemma per fer la poció de mutació, la qual requereix setmanes a fer. Durant aquesta estona, esbrinen que la Gemma va haver mort fa cinquanta anys, l'última vegada que es va obrir la Cambra Secreta. Quan els protagonistes la pregunten com va morir, ella (molt contenta de parlar sobre un tema tan morbós) descriu com es va amagar en el lavabo per a evitar una altra estudianta, l'Olive Hornby, a qui li agradava burlar-se de les ulleres de la Gemma. Allà, en el lavabo, la Gemma va escoltar la veu d'algun noi. Però abans que pogués dir-li que se'n vagi, va veure dos ulls gegants i grocs a una pica, i va morir. Després de la seva mort, la Gemma va decidir aparèixer a l'Olive per a castigar-la, fins que la Conselleria d'Afers Màgics li va ordenar que la deixés. Llavors la Gemma va tornar al lavabo on va morir.
Encara que no ho sap, la Gemma és una de les primeres víctimes d'en Voldemort; va ser la veu d'ell que va escoltar ella, i els ulls que va veure eren ells d'un basilisc, un monstre màgic que havia estat amagat durant segles dins de la Cambra Secreta. Va ser amb la mort d'ella que en Voldemort va crear un dels seus primers horricreus, el diari amb què posseeix la Ginny Weasley durant el segon llibre.
La Gemma Gemec apareix durant els quart i sisè llibres. En el quart, vigila en Harry quan es banya i l'ajuda a desxifrar el significat de l'ou daurat. En el sisè consola a en Draco Malfoy quan té dificultat amb la tasca que en Voldemort li assigna.

## Gregory Goyle
Amic d'en Draco Malfoy i, per tant, un dels antagonistes, rara vegada parla, només en el 7è llibre.

## Viktor Krum
En Viktor Krum és un alumne de l'Institut Durmstrang, una escola de màgia. A més, a pesar de la seva joventut, juga el Quidditch per l'equip nacional de Bulgària. Com en Harry, en Viktor té la posició de buscador. En Harry Potter i el calze de foc en Viktor juga en la Copa Mundial de Quidditch contra Irlanda. Aconsegueix agafar la Papallona Daurada, acabant el joc però perdent-lo. Fent guanyar així una aposta als dos bessons Wealsley.
Durant aquell mateix any, en Viktor visita a Hogwarts amb altres alumnes de la seva escola per competir en el Torneig dels tres mags. És escollit pel Calze de Foc per ser el representant de Durmstrang, fent-se un dels quatre competidors.
En Ron Weasley, un seguidor de Quidditch, comença la novel·la com un gran fan d'en Viktor per la seva destresa dins el camp de Quidditch, però el seu sentiment d'admiració es converteix en rancor quan en Viktor comença a perseguir l'Hermione Granger. En Ron s'enfada particularment quan en Viktor acompanya l'Hermione al Ball de Nadal -- encara que, com li recorda l'Herimione es culpa d'en Ron per no l'haver convidat abans d'en Viktor i utilitzar-la com ultím recurs.

## Xenòfil Lovegood
És el pare de la Luna Lovegood i director de la revista El Tafaner. Ell i la seva filla Luna tenen una espècie d'obsesssió amb uns animals màgics anomenats Ganyots Barrarrucats i es veu que es passen les vacances d'estiu cercant-ne encara que mai ningú n'ha aconseguit veure cap.

## Teddy Llopin
Fill de Remus Llopin i Nimfadora Tonks. Es queda orfe quan, al 7é i últim llibre, a la Guerra Final, els seus pares es moren. Des d'aquell moment, la seva àvia materna, Andromeda (Black) Tonks es farà càrrec d'ell, com també el seu padrí, Harry James Potter. A l'epileg veiem que està enamorat de Victoria Weasley

## Narcisa Malfoy
La Narcisa Malfoy, és l'esposa d'en Lucius Malfoy i la mare d'en Draco Malfoy. Ella també és un "cavaller de la mort". Apareix en el sisè llibre, on va a visitar el professor Severus Snape a casa seva (que casualment es troba en un poble muggle).
Al setè llibre ella lluita a favor dels cavallers de la mort però quan el Voldemort l'envia a mirar si el Harry Potter és mort ella li demana al Harry si el seu fill Draco es viu ell li contesta que si i ella menteix al seu amo Voldemort dient-li que és mort.

## Olympe Maxime
L'Olympe Maxime és la formidable directora d'una escola de màgia, l'Acadèmia de Màgia Beauxbatons a França. La Senyora Maxime apareix en la trama per primera vegada en Harry Potter i el calze de foc, amb alguns alumnes seus, pel Torneig dels tres mags. És descrita com a elegant i ben vestida, i tan alta com el Rubeus Hagrid. Aquest, en conèixer-la, està enamorat, la qual cosa l'indueix a portar un vestit i pentinar-se els cabells. Com en Hagrid, la Senyora Maxime és d'origen gegant, encara que ho nega la primera vegada que en Hagrid li pregunta.
Aparentment ella ho admet més tard, tanmateix, atès que ells dos serveixen de delegats dels bruixots als gegants. Viatgen junts per trobar l'última banda coneguda de gegants per a convèncer-los a ajuntar-se amb els bruixots contra les forces d'en Voldemort. El seu viatge, a la tardor del 1995, no té èxit, perquè els Cavallers de la mort també hi envien un emissari.

## Cormac McLaggen
Cormac McLaggen és un noi que pertany a la casa de Gryffindor en l'escola Hogwarts de màgia.
Apareix per primera vegada en el sisè llibre de la saga, Harry Potter i el misteri del príncep. McLaggen es presenta com un noi molest, cregut i orgullós que tracta de manar a tots i no deixa de criticar als seus companys d'equip.
Va anar al Ball de Nadal que va organitzar el professor Horaci Llagot en el sisè llibre any amb Hermione Granger, que va acceptar ser la seva parella perquè en Ron Weasley se sentís gelós.
Es va presentar per al lloc de guardià al quidditch, però gràcies a un sortilegi "Cunfundus" realitzat per l'Hermione no aconsegueix el lloc. Sempre camina parlant de les "Millors 100 parades de Cormac McLaggen".
En el segon partit de quidditch, és el guardià de Gryffindor per l'absència d'en Ron.

## Senyor Ollivander
És el dependent de la botiga de varetes Ollivander, i recorda la vareta que ha venut a cada client, cosa que demostra que té molta memòria. No sap resoldre el problema que té en Voldemort amb en Harry, el fet de les varetes germanes. És obligat a fer una vareta a en Cuapelada, i en fa una a la Luna Lovegood al setè llibre, quan ella perd la seva.

## Pansy Parkinson
És una estudiant de Slytherin del mateix any que en Harry Potter. És de la colla d'amics de Draco Malfoy.
Al llarg de la sèrie s'acostuma a burlar d'en Harry i els seu companys.
Va ser prefecte de Slytherin juntament amb Malfoy.

## Dolors Umbridge
La Dolors Umbridge (Dolores Umbridge) treballa a la Conselleria d'Afers Màgics durant l'administració de Cornelius Fudge i més tard durant l'administració dels Cavallers de la Mort. És descrit com un "gran gripau", baixa i rabassuda, amb el pèl castany en rinxols curts. La Dolors, en la seva capacitat de Senyora Subsecretària al Conseller d'Afers Màgics, apareix per la primera vegada durant el procés d'en Harry per l'ús de màgic fora de l'escola. La Dolors argumenta que en Harry (qui, segons la llei, realment és innocent perquè havia fet el sortilegi en autodefensa) ha de ser expulsat de Hogwarts.
Llavors, quan Harry es matricula al seu cinquè any a Hogwarts, la Dolors Umbridge s'ha fet la nova professora de Defensa Contra les Forces del Mal, una posició vacant després que en Remus Llopin la va dimitir. La Dolors immediatament es distingeix amb la seva ineptitud com a professora, ordenant als estudiants de llegir un capítol dels seus texts cada dia, insistint que els estudiants només haurien de saber aprovar un examen, i no defensar-se contra mals bruixots. Els protagonistes esbrinen que això és el temari aprovat per la Conselleria, degut a la por d'en Fudge que n'Albus Dumbledore vol crear un exèrcit propi per a agafar control de la Conselleria.
La Dolors té una vena sàdica, la qual cosa es demostra quan castiga a en Harry (per no confessar que el retorn del Voldemort sigui mentida). Requereix que en Harry escriu "No diré mentides" amb una ploma especial, que talla la mà de la víctima i escriu amb la seva sang. Durant l'any en què serveix com a professora, la Dolors consolida el seu poder dins Hogwarts, despatxant la professora de Futurologia, la Sibil·la Trelawney, i fins i tot deposant al Dumbledore. Però els estudiants i fins als altres professors de Hogwarts es rebel·len contra la seva autoritat; en Fred i en George Weasley encapçalen una campanya de diableria contra la Plorós, amb l'ajuda dels altres estudiants i l'aprovació dels professors.
Finalment, segura que encara hi ha estudiants dins de Hogwarts ficats en un complot contra la Conselleria, la Dolors insisteix que en Harry i l'Hermione la dirigeixin a una arma secreta que imagina que existeixi. Els estudiants la porten al Bosc Prohibit, on ella es porta irrespectuosament cap als centaures, i està capturat per ells. És en Dumbledore que la rescata, després del seu retorn a Hogwarts.
Durant el setè llibre de la sèrie, la Dolors torna a treballar per la Conselleria, encara que està sota el control dels Cavallers de la mort. No se sap si ella sap qui són els seus amos (o bé, si li importi
), però és obvi que a ella li agrada la seva nova feina registrant els bruixots i les bruixes amb pares no-màgics.

## Madame Rosmerta
Madame Rosmerta és la propietària de la taverna Les Tres Escombres. És una dona bonica (descrita al llibre com a "curvilínia") que regenta molt bé la seva taverna. Diversos alumnes, entre ells Ron Weasley, se senten atrets per ella. Madame Rosmerta va ser interpretada per Julie Christie en l'adaptació cinematogràfica de Harry Potter i el pres d'Azkaban. Madame Rosmerta és filla d'uns bruixots populars i famosos a Hogwarts, que són de Hufflepuff. Ella és una figura molt popular entre la comunitat màgica de Hogsmeade i generalment es relaciona molt bé amb la gent, des dels seus propis clients fins a professors de Hogwarts, inclòs Albus Dumbledore. És embruixada pels cavallers de la mort amb el malefici imperatiu al sisè llibre. Més tard ajuda a Harry i a Dumbledore a tornar a Hogwarts.

## Marc Roure
En Marc Roure (Oliver Wood en anglès) és un alumne de Gryffindor de l'escola Hogwarts de Màgia. És el capità de l'equip de Quidditch de Gryffindor, fins que arriba el cinquè curs d'en Harry Potter, i en Marc Roure ja ha acabat els seus estudis.
La seva primera aparició és en el llibre Harry Potter i la pedra filosofal on es presenta com el Capità de Quidditch de Gryffindor, així mateix li ensenya a Harry Potter tot el que està relacionat amb el Quidditch. Durant els llibres es rebel·la com un líder intel·ligent però apassionat, de vegades una mica obsessionat pel Quidditch. Potser aquesta obsessió es deu al fet que mai havia aconseguit guanyar un torneig.
Abandona la saga de Harry Potter al final del llibre Harry Potter i el pres d'Azkaban, per haver complert els 17 anys. No obstant això, posteriorment fa una aparició defensant Hogwarts a l'últim llibre.

## Stan Senspagà
Stan Senspagà (Stan Shunpike en la versió original) és el cobrador del Nitrèpid Bus.

## Rita Skeeter
La Rita Skeeter és una reportera pel Periòdic Profètic, l'únic diari del món màgic en Anglaterra en els llibres de Harry Potter. Demostra un compromís limitat a la veritat, escrivint articles incendiaris per a augmentar la seva reputació, no obstant el mal que poden fer.
La Rita és introduïda per primera vegada en Harry Potter i el calze de foc, quan entrevista els competidors del Torneig dels Tres Mags. Mostra un fort interès en el Harry i la seva amistat amb l'Hermione Granger. El seu article s'enfoca en el Harry i quasi no esmenta els competidors de Beauxbatons i Durmstrang. L'altre competidor de Hogwarts, en Cedric Diggory, és oblidat completament. L'article implica que en Harry i l'Hermione tenen una relació romàntica i que la Hermione té una fascinació amb els bruixots famosos. L'Hermione, descrita com una seductora calculadora, rep una fama incòmoda, rebent cartes amenaçadores de llegidors del Periòdic Profètic.
La seva actitud davant en Harry és, inicialment, simpàtica, descrivint-lo com una figura gairebé tràgica. Per exemple, escriu (falsament) que en Harry encara plora a vegades pels seus pares. Això no obstant, més tard comença a representar-lo com un noi turbulent i enfadat, dient que és necessari perquè el públic es quedi interessat. La imatge del noi enfadat i potencialment violent és la justificació del Conseller d'Afers Màgics, Cornelius Fudge, quan denega el retorn de Voldemort al fi del llibre, dient que és una mentida per a guanyar més attenció.
L'Hermione descobreix que la Rita té un secret -- és una animaga que pot transformar-se en un insecte, i utilitza la seva forma insecte per a espiar en els seus subjectes. (Quan no està inventant coses completament, és clar.) És il·legal que un animag no sigui registrat amb el Ministeri, i després d'entrapar la Rita en una botella, li fa prometre que no emprarà la seva ploma verinosa per un any en canvi per no revelar el seu secret. Durant el cinquè llibre, Harry Potter i l'orde del Fènix, l'Hermione l'obliga a escriure un article acurat sobre el retorn de Voldemort, per ser publicat en un periòdic.
La Rita no apareix en l'últim llibre, però la seva autobiografia d'en Dumbledore és un element significant en la trama, revelant molt del passat del bruixot enigmàtic. El llibre és escandalós però en gran part veritat, i taca el prestigi del seu subjecte.

## Ted Tonks
Fill de Remus Llopin i Nimfadora Tonks. Es queda orfe quan, al 7é i últim llibre, a la Guerra Final, els seus pares es moren. Des d'aquell moment, la seva àvia materna, Andromeda (Black) Tonks es farà càrrec d'ell, com també el seu padrí, Harry James Potter.
A l'epileg veiem que està enamorat de Victoria Weasley.

## Rosana Vana
Rosana Vana (Romilda Vane) és una alumna de Hogwarts nascuda en 1982, de la casa Gryffindor. Té el cabell llarg i negre, ulls foscos, i un front prominent. En l'any de Harry Potter i el misteri del Príncep, ella anava a quart curs, de manera que ha d'haver entrat a Hogwarts durant l'any de Harry Potter i el pres d'Azkaban.
Durant tot el sisè llibre, Rosana està obsessionada amb en Harry Potter a causa de la seva fama i les seves històries, però a diferència d'altres personatges anteriors com en Pau i Dani Parra o la Ginny Weasley de petita, l'adoració per en Harry no és tan inofensiva.
Es presenta al Harry en l'Exprés de Hogwarts, i el convida a unir-se a ella i el seu popular grup en un compartiment, no sense fer abans comentaris desagradables sobre Neville Longbottom i Luna Lovegood. Harry defensa als seus amics i rebutja la seva invitació, el que sembla sorprendre i molestar a Rosana.
Més tard, Rosana intenta enganyar a Harry perquè ingereixi una poció d'amor i atrapar-lo per aconseguir el seu objectiu (que a ell li agradi ella), però l'Hermione ja li havia advertit d'això, i no es menja cap dels bombons que ella li ofereix. Mesos després, en Ron Weasley consumeix unes quantes de les xocolatines de Rosana i és afectat per la poció, enamorant-se bojament d'ella, la qual cosa obliga a en Harry a dur-lo amb el Professor Horaci Llagot per a aconseguir un antídot.
Quan Harry besa a la Ginny després del partit, la seva reacció és descrita com si volgués escopir alguna cosa, probablement a causa de la gelosia i la ràbia de què algú que ella creu inferior hagués assolit el seu objectiu.